# Syrrhopodon lanceolatus
Syrrhopodon lanceolatus är en bladmossart som beskrevs av W. D. Reese in B. H. Allen 1994. Syrrhopodon lanceolatus ingår i släktet Syrrhopodon och familjen Calymperaceae. Inga underarter finns listade i Catalogue of Life.